# St.-Michael-Straße 57 (Magdeburg)

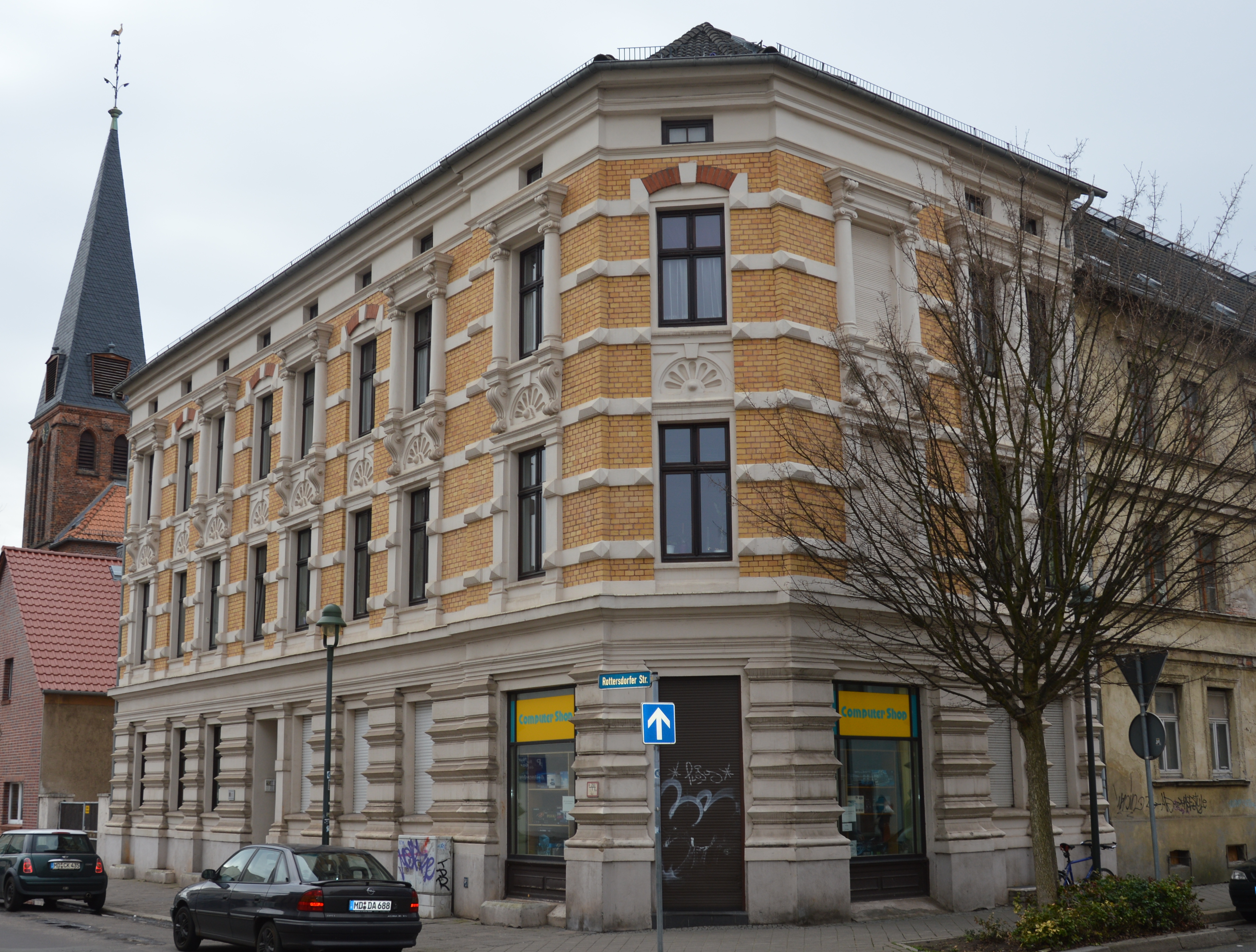
Haus St.-Michael-Straße 57 (2017), Blick von Norden

Das Haus St.-Michael-Straße 57 ist ein denkmalgeschütztes Wohnhaus im Magdeburger Stadtteil Sudenburg in Sachsen-Anhalt.

## Lage
Es befindet sich auf der Südseite der St.-Michael-Straße an ihrem östlichen Ende in einer Ecklage an der Einmündung in die Rottersdorfer Straße. Westlich des Hauses befindet sich das gleichfalls denkmalgeschützte Gebäude St.-Michael-Straße 56a.

## Architektur und Geschichte
Das dreigeschossige Gebäude entstand im Jahr 1886 im Stil der Neorenaissance. Der Bau wurde durch den Maurermeister Marquardt für den Fuhrmann Carl Ziebke ausgeführt. Die Fassaden des aus Ziegeln gebauten Hauses ist repräsentativ gestaltet. Am Erdgeschoss besteht eine Rustizierung. Die Fensteröffnungen in den oberen Geschossen sind mit Fensterädikulä verziert, die mit Halbsäulen und Pilastern versehen sind. Oberhalb der Fenster der Beletage befinden sich Lünetten mit Fächermotiven.
Die Eckelage des Hauses ist mit einer polygonalen Gestaltung des Grundrisses in diesem Bereich betont. Im Erdgeschoss sind Ladengeschäfte untergebracht.
Im örtlichen Denkmalverzeichnis ist das Wohnhaus unter der Erfassungsnummer 094 71419 als Baudenkmal verzeichnet.
Das Gebäude gilt als Teil des Ensembles um die Sankt-Marien-Kirche als städtebaulich bedeutsam. Stadt- und architekturgeschichtliche Bedeutung kommt dem Gebäude als Beispiel für die Bebauung des Stadtteils zur Zeit der Industrialisierung im letzten Viertel des 19. Jahrhunderts zu. Bemerkenswert ist der Kontrast zur schlichten Fassade des älteren, spätklassizistischen  Nachbargebäudes St.-Michael-Straße 56a zu.